# 年金改革

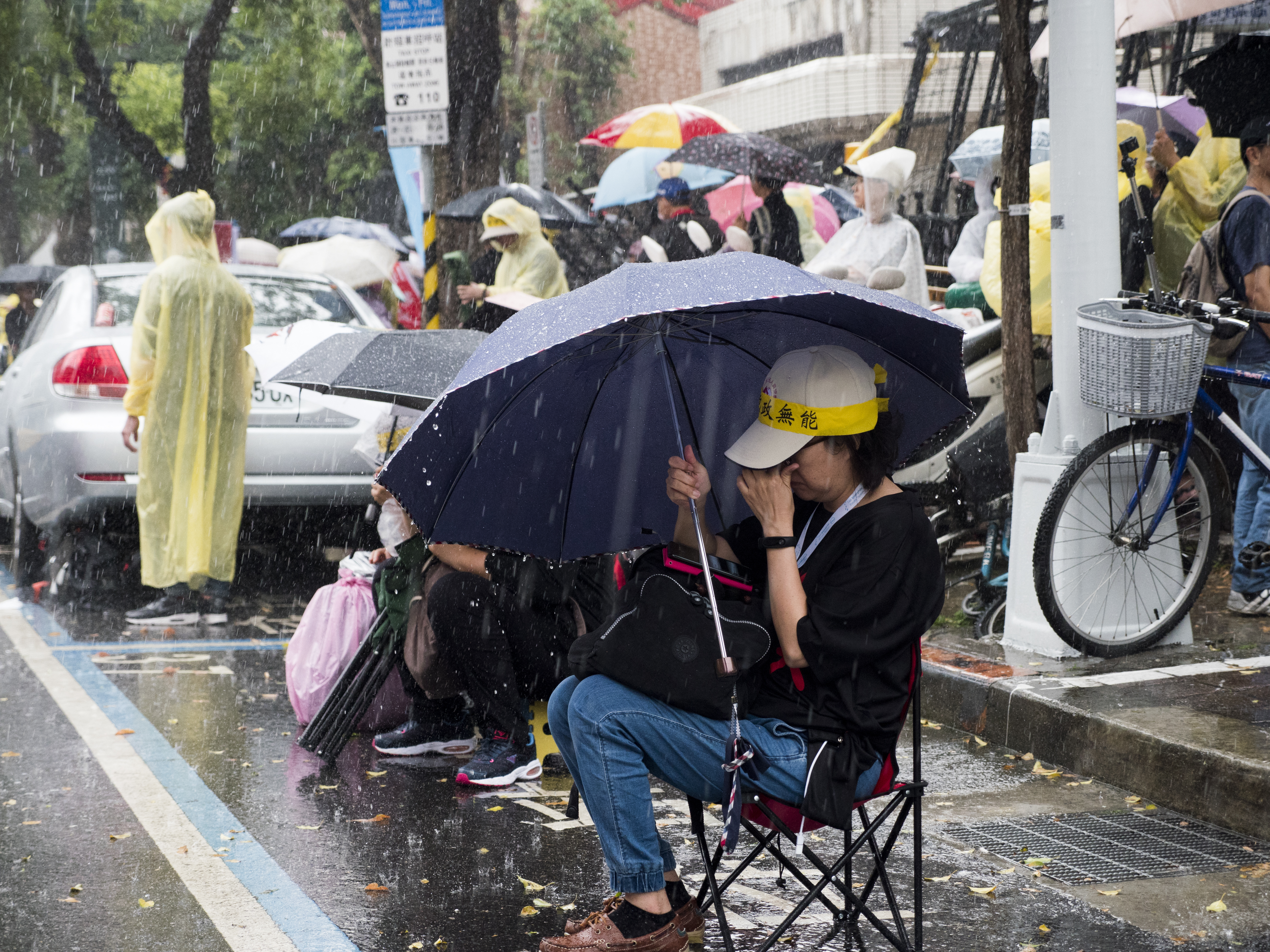
反對年金改革的民眾在陳抗過程中遇雨。

年金改革，是指中華民國對其國民（含軍人、公務員、教師、勞工及農民等）之退休金或國民年金制度，以及退休軍公教人員優惠存款（俗稱18%）的改革。年金改革整體內容，包括相關財政來源、稅制調整及退休金金額之調整等。而所得替代率、信賴保護原則、公平正義原則、世代正義等都是其中的爭議點。

## 歷史

### 軍公教退休金改革
總統李登輝執政時，規定1995年（民國84年）之後才成為公、教之人員不適用優惠存款（18%）政策，但1994年（含）之前已就職者不追討。2006年陳水扁任內，降低所得替代率並減少18%優存幅度，領取每月退休金（月退）者每月減少一兩萬元不等。
考試院院長關中高舉改革大旗，曾發表言論支持年金改革，例如：「不具法律任用資格者在政府任職，就是黑官，黑官漂白情事絕對不容許！」、「如果不改革，最多五年，台灣就會變成希臘」、「我們做了，一定會使許多人不滿意；但我們不做，一定會有更多人對我們失望」，關中提出公務人員延後退休的新制「九〇制」，就受到民進黨立院黨團總召柯建銘的肯定。曾任銓敘部政務次長的民進黨籍立委李俊邑指出：「公務人員退休制度還有很多細節值得討論，但院長目前提出來，都是正確的方向，符合他考試院院長的高度。」
關中對公務員退休制改革六大主張：
- 調整提撥率。
- 降低所得替代率。
- 延後退休金起支年齡。
- 提高投資報酬率。
- 受益原則：繳多領多，繳少領少。
- 照顧弱勢，讓「高所得者少領，低所得者多領」。[1]

綜論，關中提出的公務員年金改革與蔡英文政府於107年7月1日正式立法通過的版本在立法精神上大同小異。馬英九任內也刪除年終慰問金預算。2016年蔡英文當選後為落實其政見，成立專責委員會處理軍公教、勞工及一般國民的退休金（普通國民為「年金」）刪減事宜。

## 內容

### 十大改革重點

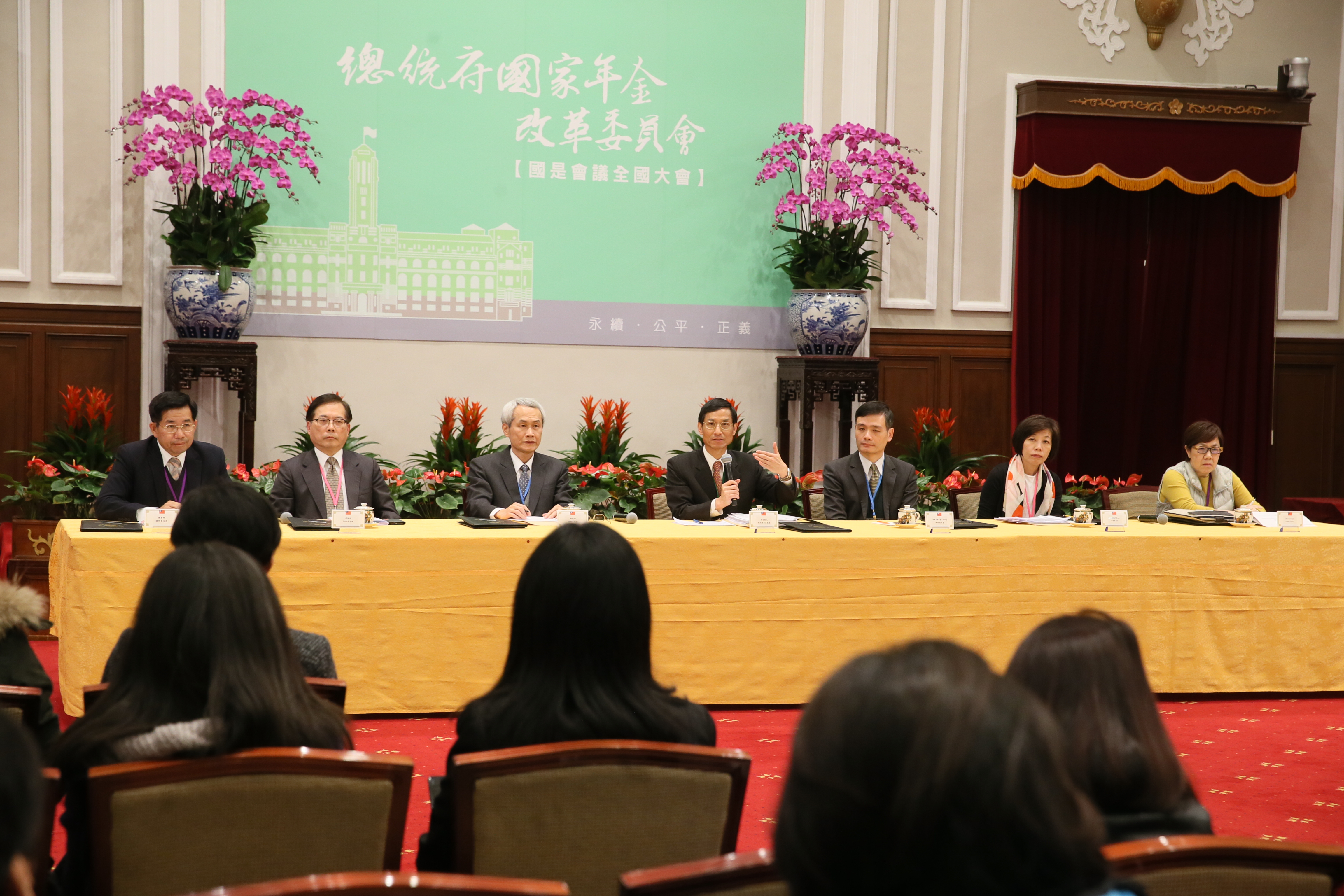
中華民國總統府為年金改革國是會議舉行的記者會

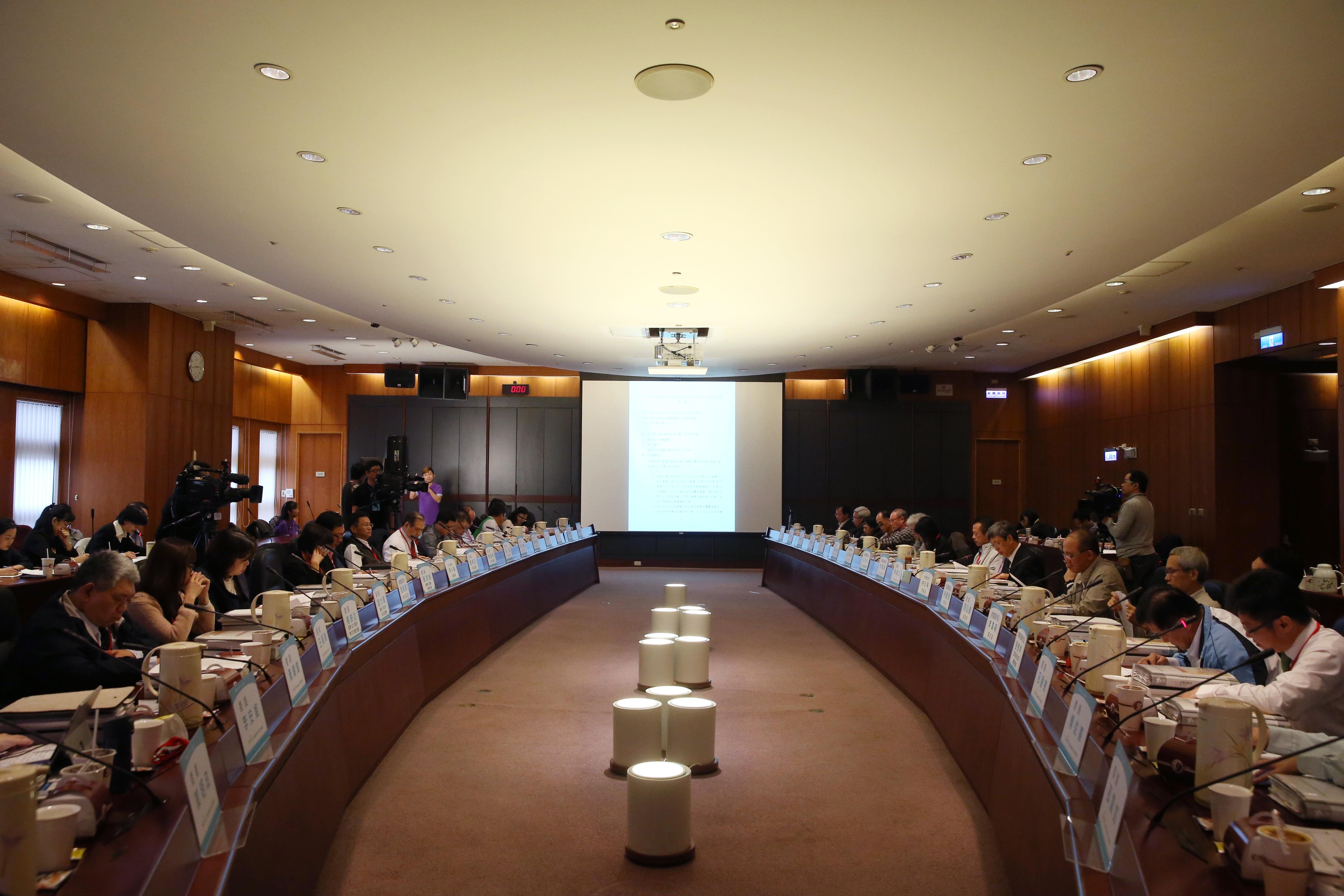
年改會開會場景

根據總統府年金改革委員會的文件，年金改革有如下十個重點：
1. 確保一個世代不會用盡。
2. 終結優惠存款制度，讓18%走入歷史。
3. 調降軍公教所得替代率，與國際接軌。
4. 延長投保（提撥）薪資採計期間縮減基金收支落差。
5. 延後請領年齡以因應人口老化。
6. 提高費率上限，漸進調整費率。
7. 政府財源挹注，強化基金財務永續。
8. 設計年金年資可攜帶制度，跨職域就業有保障。
9. 基金管理專業化、透明化，提升投資效率。
10. 改革黨職變公職等不合理設計，讓制度回歸常軌。

### 年金制度改革
採社會保險制的年金，以互助概念分攤彼此人生風險、保障老年經濟生活安全。給付方式分為「確定給付制」、「確定提撥制」，可搭配隨收隨付等不同的財務運作方式。
- 確定給付制（defined benefit，DB）：
  - 依照薪資水準及服務年資，算出未來確定可領的退休金，能達到所得重分配效果，一種「量出為入」的概念；台灣軍公教、勞、農保、國民年金都是DB制。由於強調政府的給付責任，讓政府財務壓力沉重，可能會透過調整費率、降低退休給付等方式因應財政缺口。
- 確定提撥制（defined contribution，DC）：
  - 每月從所得中繳納定額保費，退休時將這筆儲蓄以年金方式領回，金額會和年資、提撥多寡、年金投資報酬率等相關，一種「量入為出」的概念；例如勞退新制。由於領回的是自己存入的錢，不會導致基金財務負擔，不過有通膨等變數。
- 儲金制：
  - 1995年（民國84年）之前的軍公教退撫舊制採「恩給制」（雇主即國家 完全負責），1995年之後的軍公教退撫新制則採用「儲金制」；「儲金制」是以DB制為主與部分DC並行。

台灣大學社會學系教授薛承泰表示，歐洲國家逐漸將DB制改成DC制，並降低政府分攤比例，就是要勞動人口多負擔自己的未來、換取年金制度長久。
- 俸給混合制(salary mixed system,SMS)軍人年金改革係將過去恩給制(政府普通基金支付100%特種基金退撫基金0%)；儲金制(政府普通基金0%；特種基金退撫基金支付100%)，將優惠存款、月補償金、恩給制、儲金制等一起來思考，本著軍人為國奉獻年資來計算全新退撫俸金，並將其制度設計成俸給混和制，在公務預算普通基金支付70%；特種基金退撫基金支付30%下來解決退撫基金用罄問題。

軍人年金改革其政策框架與財務措施之理論基礎，係以普通基金與特種基金財務平衡，據以遂行軍人退休經費施政活動，打破恩給制與儲金制的舊制度，不以多繳延退少領舊思維，全面調整為俸給混合制。以普通特種基金平衡為方法，估算領俸榮民凋零速度之預算匡列額度為手段，方可解決軍人退撫基金用罄問題，穩定軍人為國奉獻的心。

## 爭議

### 未能考慮衍生問題
- 失蹤問題：家屬可能要靠這筆錢維生，若因當事人失蹤就停領，對於家屬的傷害非常大。[4][5]
- 資格問題：未設置剝奪制度，如同「因不良行為勒令退伍不能領取退伍軍人福利」
- 無效醫療：[6]

### 所得替代率
年金改革當中，其最大之爭議，莫過於所得替代率的訂定，尤其是各方對於“所得替代率”一詞之解釋定義，認為所得替代率之訂定，要以能維持平民水準生活需求做為標準。
但依據中華民國考試院文官制度與專技考試詞彙定義：所得替代率之訂定必須“維持一定之比例，並且以退休人員每月收入是否能維持退休前一定之生活水準為關鍵”，以此作為參考基準點。
另依總統府國家年金改革委員會 （页面存档备份，存于）網站提供之「年金制度小辭典 （页面存档备份，存于）」，所得替代率是指「員工退休後領取的給付與退休前的薪資所得的比值。所得替代率是用來作為員工個人規劃退休後經濟生活水準的指標。」
而目前依銓敘部2017年金改革方案（草案），係規劃未來在優惠存款利息歸零後，要調降公教所得替代率為「本俸兩倍」的60%，超過部分會先調降至「本俸兩倍」的75%，再以每年1%的幅度逐步調降，直到預定目標為止，其目的主要係為拉近不同職業別年金所得替代率的差距、減輕各職業別社會保險與退休制度的財務負擔，進而與國際接軌。

### 不溯及既往
根據中華民國之法律，行政法以不溯及既往為原則，溯及既往為例外，此立意在於維持人民生活之安定性與穩定性，並也藉此規範政府不得任意侵犯人民之權益。而此一論點，也成為軍公教人員所據理力爭之一點。

### 延後請領退休金的年齡
目前台灣勞工是六十歲。德國等歐洲國家，已將退休年齡延後到六十七歲。而且台灣除了延退，也必須讓不分職業的可退休年齡規定一致化。公務人員退休制度從75制改成85制（年資加年齡），要延後請領年齡至65歲。另危勞、性質特殊職務，不宜一體適用65歲。如礦工、職業運動員、警消、護理人員、國中小教師等。

## 各方立場

### 民間團體

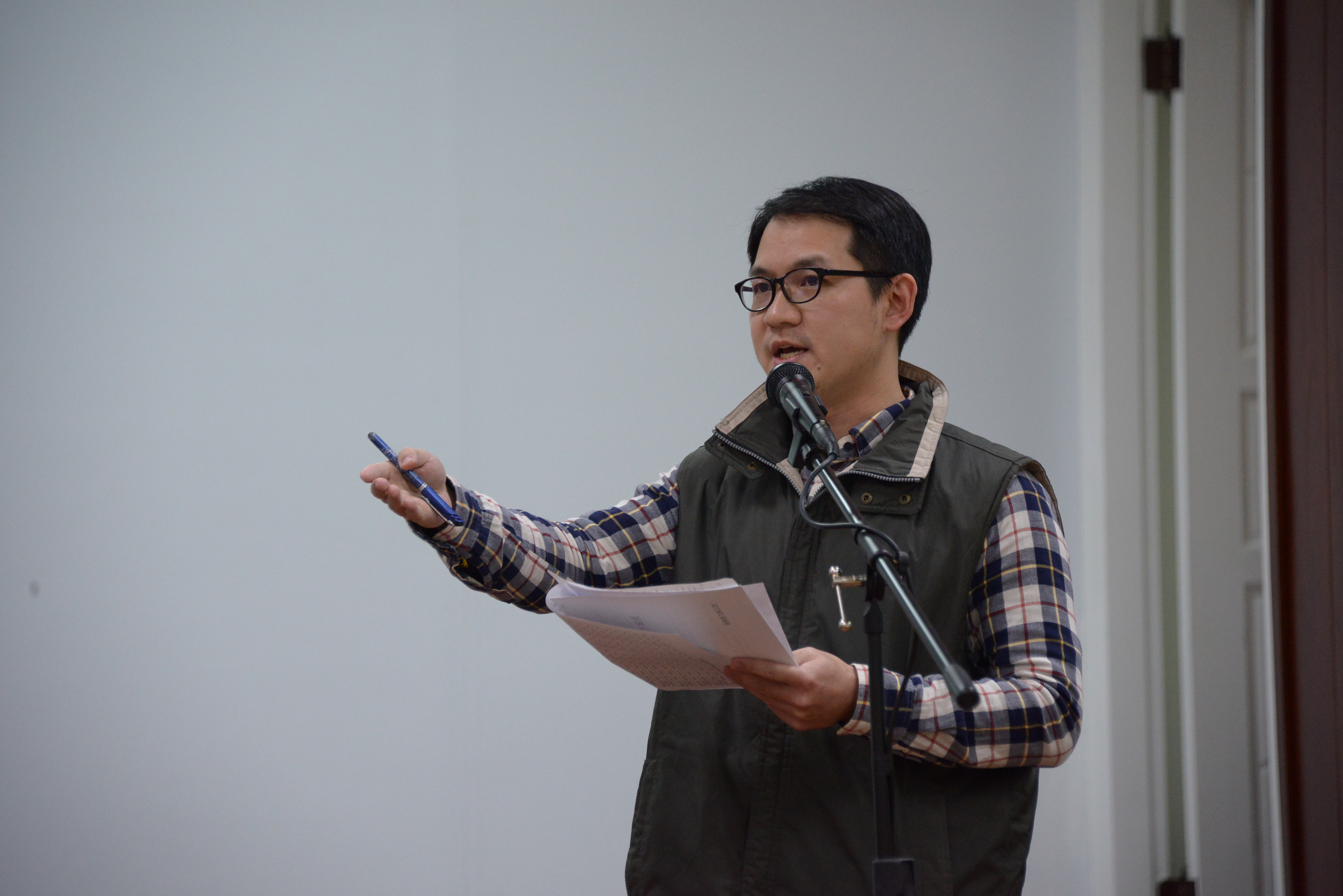
臺灣公務革新力量聯盟發言人林于凱。

公務革新力量聯盟表示若軍公教退休金改革失敗，45歲以下的年輕軍公教是臺灣外債全球第29的直接影響者。該聯盟認為中華民國現行方案是年輕人多繳、少領、延後退休，其改革應該要溯及既往才符合公平正義。其主張還包括每五年就要針對軍公教退休金制度精算微調，在職薪資愈高、所得替代率愈低，訂定改革上限、下限等。並要求退輔基金監理委員會應納入各界代表，且年金改革應有更多年輕公教代表。
台灣風險與保險學會理事長王儷玲認為依照目前的制度，年輕族群是“保費繳最多、福利被砍最多”的一群。超過70%的所得替代率應該下修。
中華民國全國公務人員協會理事長李來希堅持信賴保護原則、反對溯及既往（廢除退休軍公教人員優惠存款並減少已退休人員退休金）。李來希亦不認為公務人員退休撫卹基金會破產，其認為社會保險沒有破產問題，可以透過改變參數、費率級給付率以處理。

### 部分考試院考試委員
周玉山、周志龍、何寄澎等考試委員認為蔡英文政府的改革方案過於猛烈，有三分之一公務員在此改革下將成為“下流老人”，多數退休公務員落入均貧窘境。他們也認為銓敘部規劃以35年年資作為所得替代率的基準點逐年往下降過於極端。

### 名嘴
沈富雄反對蔡英文政府及民進黨以選舉作為改革考量基準，不敢改革勞工保險。沈認為國家年金改革委員會召集人陳建仁改革方針錯誤，沈反對年改會主委林萬億所提出，會造成社會對立、階級對立、職業對立、世代對立的方案。

### 泛藍
泛藍大多數不支持泛綠政府的改革方案。中國國民黨前黨主席洪秀柱表示自己支持改革，但非現行有可能造成社會對立的方案，且反對蔡英文政府漠視軍公教訴求。

### 泛綠
因為多數泛綠支持者並非軍公教，故在這項改革上大部分偏向中立，但的確有部分泛綠軍公教因此對蔡英文政府及民進黨產生疑慮，其負面反應也某程度表現在2018年11月24日的縣市長選舉結果上。

### 軍公教
雖然在職軍公教並不完全反對改革，但退休軍公教幾乎不支持現行改革方案，而且幾乎所有軍公教都希望政府訴求永續的同時，要顧及軍公教的尊嚴及正視軍公教為國家發展基礎所付出的努力。部分軍公教則參與九三大遊行，當日各地也有抗議活動。

### 政治人物
2019年6月1日，當時國民黨總統初選參選人的高雄市長韓國瑜受邀凱道數十萬人集會時表示，政府不是營利企業，改革應該在財政安全與政府誠信間取得平衡，不能單單只是為了達到目的，以不公平不正義的協商程序來抹殺軍公教過去對國家的付出與努力，未來若有機會擔負國家重任，會認真檢討評估改革後所發生的爭議及缺失，還給軍公教一個尊嚴與適度的補償。然該訴求引起正反兩方的注意，即便韓國瑜並未表達恢復恩給制優惠存款18%的訴求，但還是有人擔心恢復年改是否將影響政府財政運作，韓國瑜表示，檢討年改並不是恢復18%，而是找回軍公教對政府的信任與支持，政府是軍公教的僱主，軍公教是國家的龍脊骨幹，政府應該自我要求，以更高標準來做為台灣企業文化的楷模，不然企業若有樣學樣，將造成未來民間勞資爭議更大的不良示範。
台北市長柯文哲表示，年改本身的確有政府失信於民的問題，越晚處理問題越多，但是也應該想想如何用其他方式補償軍公教，來降低軍公教對政府誠信的疑慮。
國民黨總統初選參選人的鴻海集團董事長郭台銘回應記者時表示，開空頭支票誰不會，錢從哪裡來?若沒有把餅做大，沒有經濟發展、增加稅基等，我想這一切都是選舉的空談，我這個人不空談的。
2019年民進黨總統初選參選人賴清德表示，若他有機會擔任總統，年金改革微調是可以研議的方向。
蔡英文表示，政府從來沒有公開說軍公教是米蟲，年改的目的是永續發展，她無法眼睜睜看著基金破產。
民眾黨立委張其祿表示，陳建仁當年擔任國家年金改革委員會召集人時喊出「今天不改革，明天就後悔」，但六年過去了，勞保改革沒有一絲作為；民進黨「把撥補當作改革」，挖東牆補西牆，嘲笑國民黨執政撥補額度為零，是五十步笑百步。

## 抗議活動
年金改革引起不少抗議活動，尤以民主進步黨執政下的蔡英文政府時期最為嚴重。該時期的抗議包括基層軍公教主導的軍公教反污名要尊嚴九三大遊行、退休軍公教主導的419反年金改革抗議、退伍軍人主導的八百壯士衝突案。2017年臺北世大運開幕式時，反年改團體的陳抗干擾儀式，使欲進場之代表團受阻。

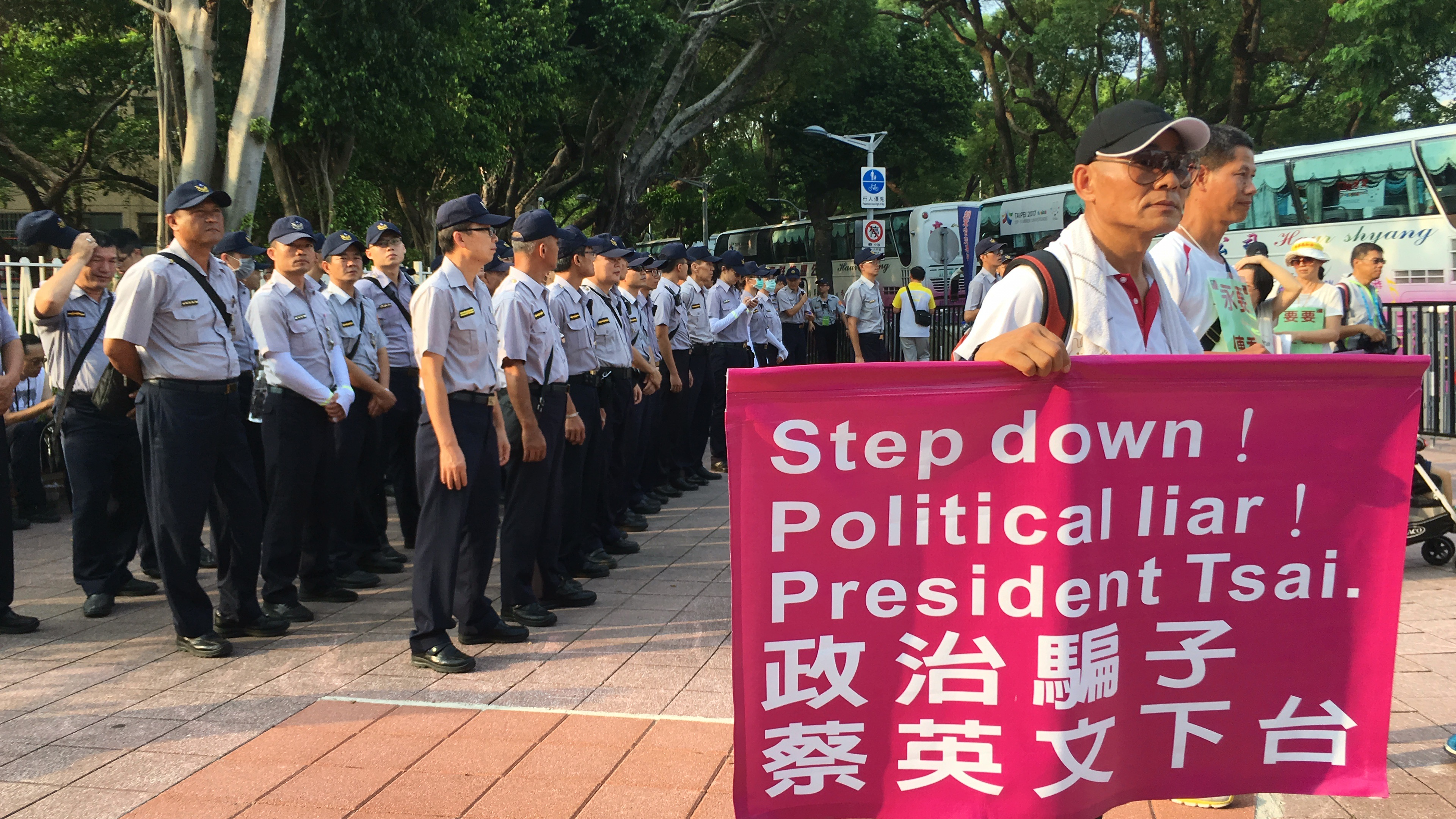
世大運開幕式時的陳抗
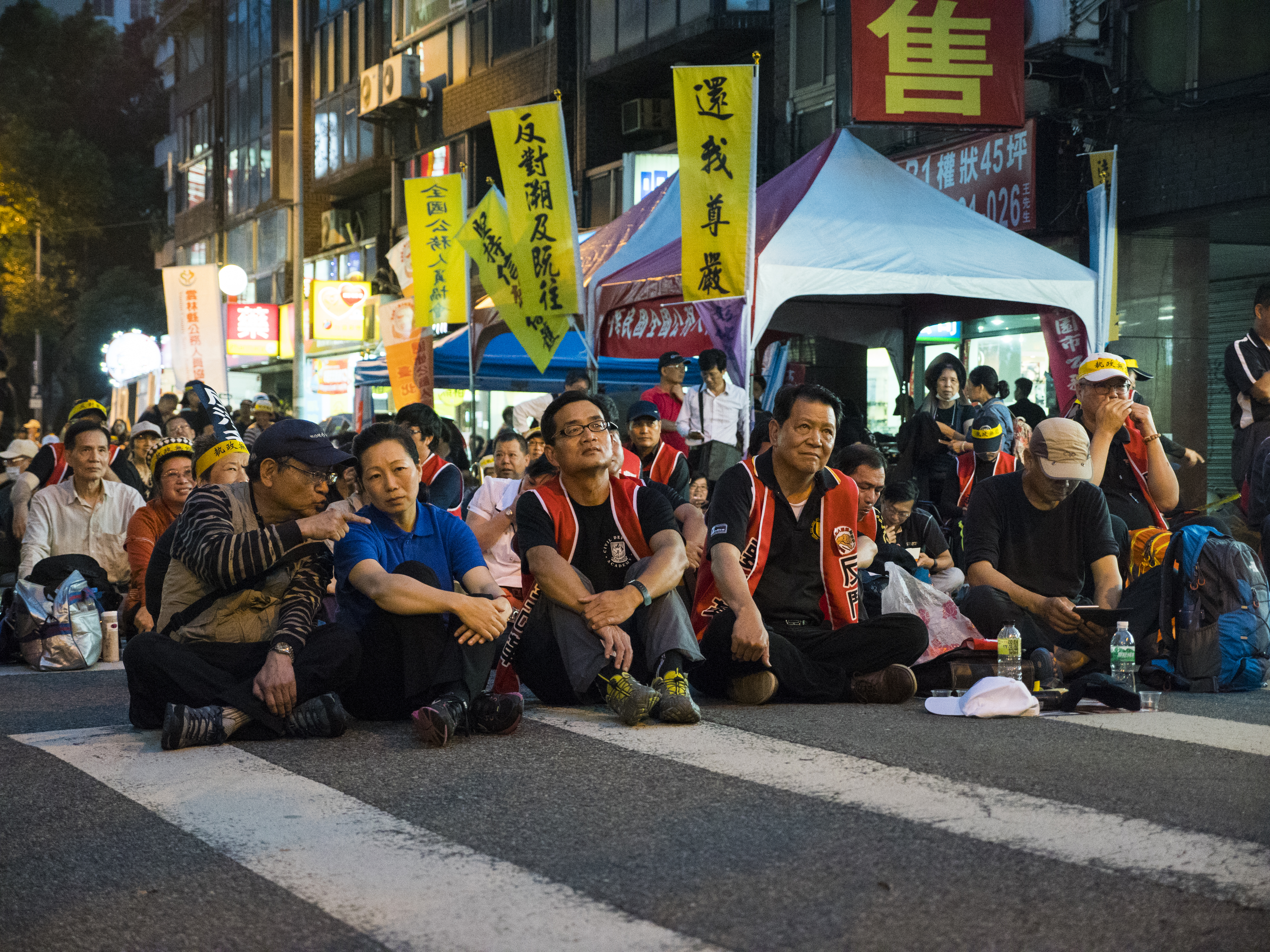
419反年金改革抗議
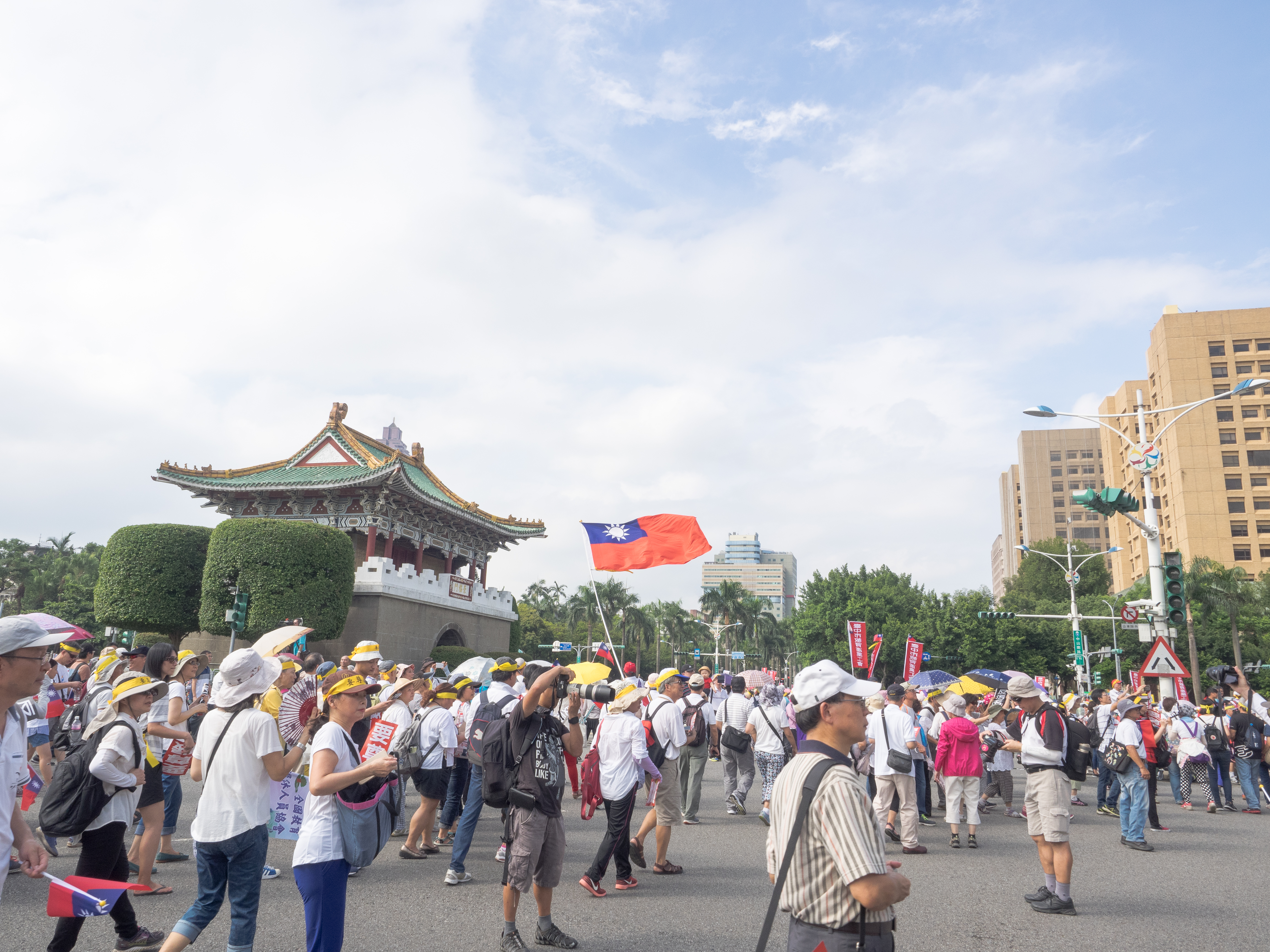
九三大遊行

## 大法官釋憲
2019年8月23日，司法院大法官公布審理軍人（釋字第781號解釋）、公務員（釋字第782號解釋）及教師（釋字第783號解釋）年改釋憲結果，認為其中除有關再任私校教職之相關規定外，其餘條文均屬合憲。